# High Memory Area

High Memory Area, HMA — початкова ділянка додаткової пам'яті об'ємом 65 520 байт (64 кілобайти мінус 16 байт) з адресами від 0x100000 до 0x10FFEF (відразу після Upper memory area), доступний в реальному режимі через верхні сегменти адресного простору. Особливість процесорів 80286 і вище і побудованих на них IBM PC / AT-сумісних комп'ютерів. 
Термін HMA був придуманий Microsoft і довгий час використовувався нею без розшифровки, що породило розшифровку High Memory Area — область високої пам'яті. Однак пізніше Microsoft документувала HMA як High Memory Arena.